# Mennica w Lublinie

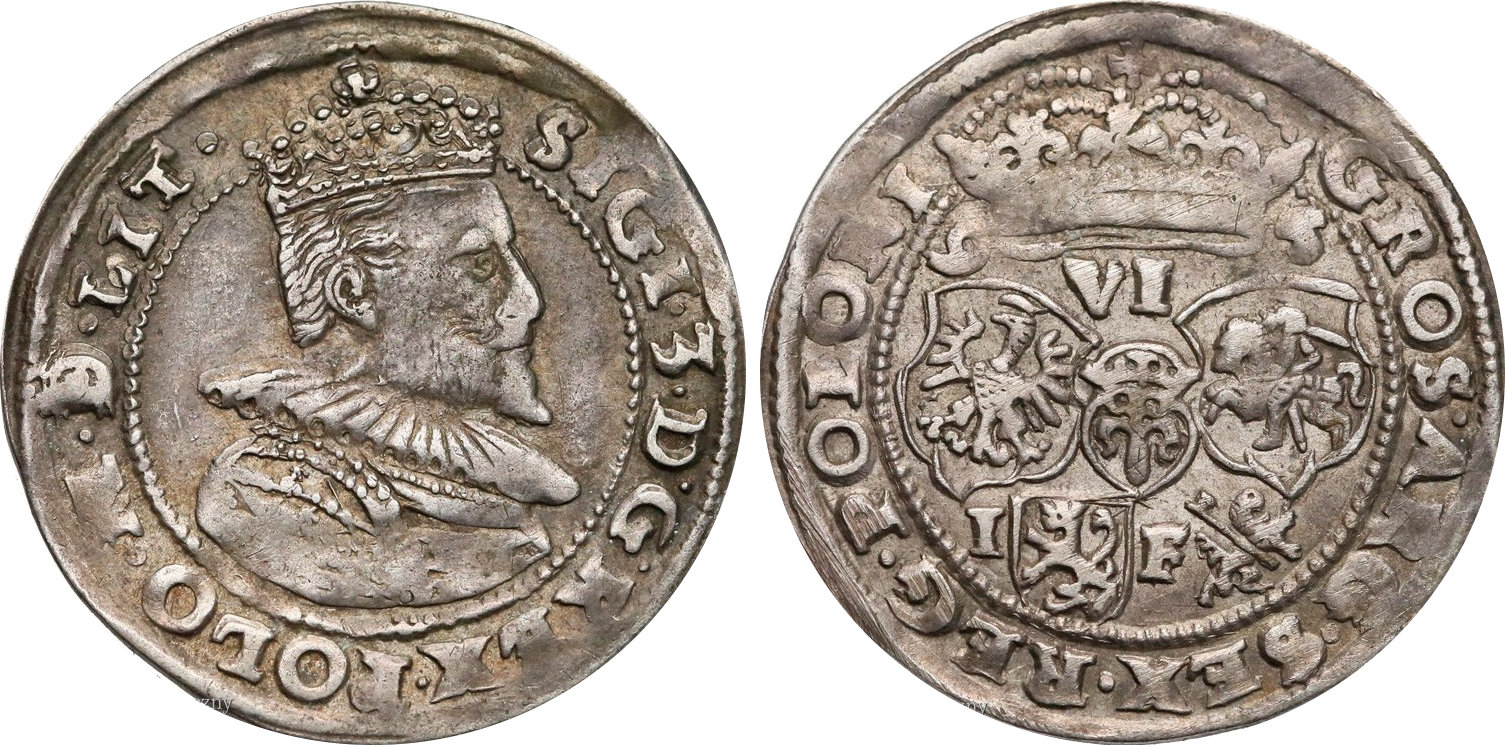
Szóstak (1595) wybity w Lublinie

Mennica w Lublinie – mennica koronna działająca w Lublinie w okresie panowania Zygmunta III, w latach 1595–1601, zorganizowana przez K. Rytkiera, zarządzana kolejno przez:
- D. Kostke (do 1597 r.),
- M. Reysnera (zmarłego w 1599 r.), który urządził ją we własnej kamienicy zwanej „mincarnią” przy ulicy Olejnej,
- podkomorzego chełmskiego P. Orzechowskiego (do zamknięcia w marcu 1601 r.).

W mennicy bito:
- szóstaki (1595–1596),
- trojaki (1595–1601),
- grosze (1597–1598), znaczone od 1598 r. inicjałem „L” (od Lublin).